# 6154 Stevesynnott
6154 Stevesynnott (1990 QP1) là một tiểu hành tinh vành đai chính được phát hiện ngày 22 tháng 8 năm 1990 bởi H. E. Holt ở Palomar.